# Введенский сельсовет (Кетовский район)
Введе́нский сельсове́т — упразднённые административно-территориальная единица и муниципальное образование со статусом сельского поселения в составе Кетовского района Курганской области России.
Административный центр — село Введенское.
15 марта 2022 года сельсовет был упразднён в связи с преобразованием муниципального района в муниципальный округ.

## История
В соответствии с Законом Курганской области от 6 июля 2004 года № 419 сельсовет наделён статусом сельского поселения.

## Население
| 1989  | 2002  | 2010  | 2012  | 2013  | 2014  | 2015  |
| ----- | ----- | ----- | ----- | ----- | ----- | ----- |
| 4800  | ↘4633 | ↗5206 | ↗5490 | ↗5706 | ↗5832 | ↘5743 |
| 2016  | 2017  | 2018  | 2019  | 2020  | 2021  |       |
| ↗5772 | ↗5876 | ↗5925 | ↘5851 | ↗5989 | ↗6252 |       |

## Состав сельского поселения
| № | Населённый пункт | Тип населённого пункта       | Население |
| - | ---------------- | ---------------------------- | --------- |
| 1 | Введенское       | село, административный центр | ↗5619     |
| 2 | Логоушка         | деревня                      | ↘420      |
| 3 | Малиновка        | посёлок                      | ↘58       |
| 4 | Медвежанка       | посёлок                      | →0        |
| 5 | Чернавский       | посёлок                      | ↗191      |

## Почётные жители
- Дудников Владимир Сергеевич - почетный гражданин Кетовского района, глава Администрации Введенского сельсовета (2003-2008)
- Кузин Вячеслав Александрович - почетный гражданин села Введенского, председатель колхоза "имени Ленина" (1989-1998), глава Администрации Введенского сельсовета (2008-2016)[14]
- Стыценко Нина Ивановна - почетный гражданин Кетовского района, директор Введенской детской музыкальной школы[15]
- Тимофеев Николай Андреевич - почетный гражданин Кетовского района, ветеран труда, отличник народного образования, краевед[16]

Также около 1000 человек имеют звание «Ветеран труда», награждены орденами и медалями, знаками отличия за добросовестный труд социалистического государства СССР и правительственными наградами России.